# Sistema D20

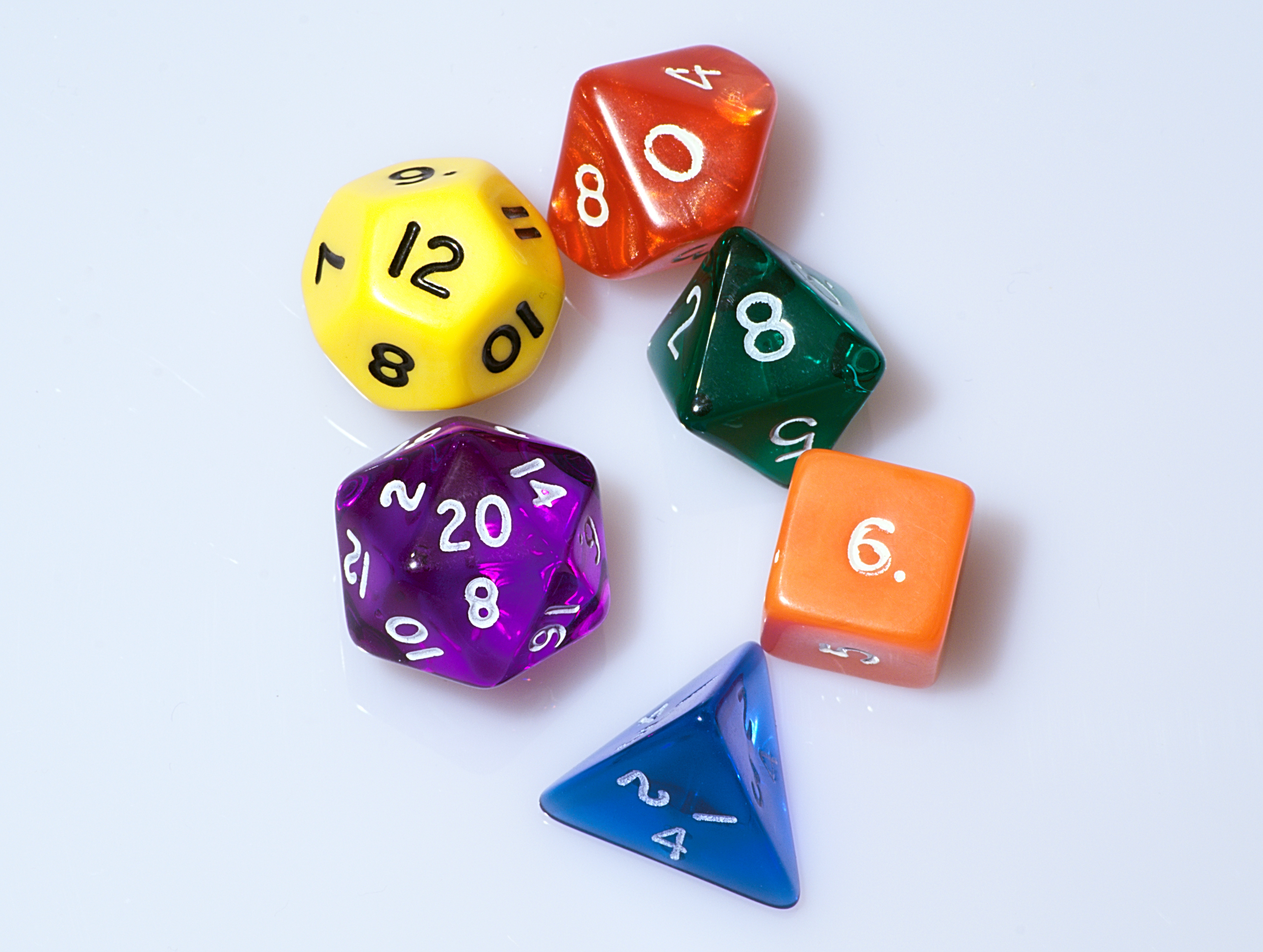
Daus utilitzats al Sistema d20.

El sistema d20 és un sistema de joc de rol publicat l'any 2000 per Wizards of the Coast sota una llicència de joc obert (OGL, de l'anglès Open Gaming Licence). Fou dissenyat originalment per la tercera versió del joc Dungeons & Dragons. L'ús del sistema és cada cop més estès en les noves publicacions com a resposta comercial a les davallades de vendes de la dècada de 1990.